# سولاناس
سولاناس (به ایتالیایی: Solanas) یک منطقهٔ مسکونی در ایتالیا است که در سینای واقع شده‌است. سولاناس ۲۵۴ نفر جمعیت دارد و ۳۰ متر بالاتر از سطح دریا واقع شده‌است.